# 久伊豆神社 (白岡市野牛)
久伊豆神社（ひさいずじんじゃ）は、埼玉県白岡市の神社。

## 歴史
創建年代は不明である。ただ後述の新井白石の逸話より、江戸時代前期には既に存在していたものと推測される。隣の観福寺が別当寺であった。
1873年（明治6年）、近代社格制度に基づく「村社」に列せられ、明治末期から大正初期の神社合祀により、周辺の2社が合祀された。
当地の野牛地域は、1705年（宝永2年）より新井白石の所領となった。当社の扁額「久伊豆社」は、朝鮮通信使の李礥によって書かれたものである。通信使に関わった白石と親交があったことによる。

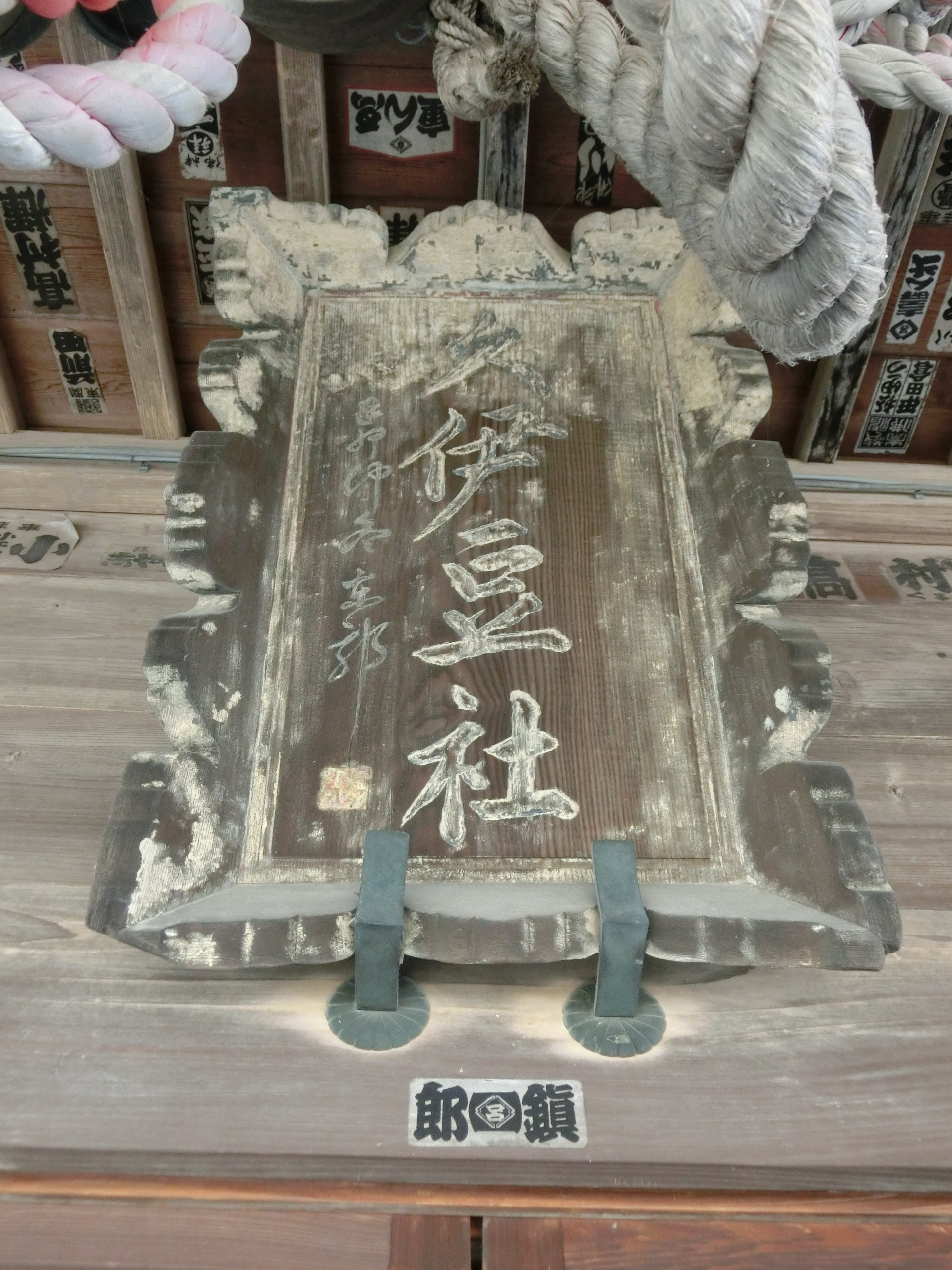
扁額

## 文化財
- 朝鮮通信使奉納扁額及び下書き（白岡市指定文化財 平成14年12月6日指定）[3]

## 交通アクセス
- 新白岡駅より徒歩6分。